# Timothy Harris
Timothy Sylvester Harris (Tabernacle, 6 de dezembro de 1964) é um político são-cristovense e foi o terceiro primeiro-ministro de seu país com o mandato de 18 de fevereiro de 2015 até 6 de agosto de 2022.